# 제24회 아카데미상
제24회 아카데미상은 1952년 3월 20일에 열린 시상식이다. LA RKO 판타지스 극장에서 개최되었으며 사회자는 대니 케이이다.

## 후보 및 수상

### 작품상
- 파리의 미국인 - Arthur Freed 수상
- 반역 - Anatole Litvak
- 젊은이의 양지 - 조지 스티븐스
- 쿼바디스 - 샘 짐발리스트
- 욕망이라는 이름의 전차 - 찰스 K. 펠드먼

### 남우주연상
- 아프리카의 여왕 - 험프리 보가트 수상
- 빛나는 승리 - 아서 케네디
- 세일즈맨의 죽음 - 프레드릭 마치
- 젊은이의 양지 - 몽고메리 클리프트
- 욕망이라는 이름의 전차 - 마론 브란도

### 여우주연상
- 욕망이라는 이름의 전차 - 비비안 리 수상
- 젊은이의 양지 - 쉘리 윈터스
- 푸른 면사포 - 제인 와이먼
- 형사 이야기 - 엘레노 파커
- 아프리카의 여왕 - 캐서린 헵번

### 남우조연상
- 욕망이라는 이름의 전차 - 칼 말든 수상
- 컴 필 더 컵 - 긱 영
- 세일즈맨의 죽음 - 케빈 매카시
- 쿼바디스 - 이오 겐
- 쿼바디스 - 피터 유스티노브

### 여우조연상
- 욕망이라는 이름의 전차 - 킴 헌터 수상
- 세일즈맨의 죽음 - 밀드레드 더녹
- 푸른 면사포 - 조안 블론델
- 형사 이야기 - 리 그랜트
- 교배 기간 - 델마 리터

### 감독상
- 젊은이의 양지 - 조지 스티븐스 수상
- 아프리카의 여왕 - 존 휴스턴
- 파리의 미국인 - 빈센트 미넬리
- 형사 이야기 - 윌리엄 와일러
- 욕망이라는 이름의 전차 - 엘리아 카잔

### 각본상
- 파리의 미국인 - 앨런 제이 레너 수상

### 각색상
- 젊은이의 양지 - 마이클 윌슨 수상

### 촬영상
- 파리의 미국인 - Alfred Gilks 수상
- 젊은이의 양지 - 윌리엄 C. 멜러 수상

### 편집상
- 위대한 카루소 - Douglas Shearer 수상

### 미술상
- 파리의 미국인 - 세드릭 기븐스 수상
- 욕망이라는 이름의 전차 - 리처드 데이 수상

### 의상상
- 파리의 미국인 - 오리 켈리 수상
- 젊은이의 양지 - 에디스 헤드 수상

### 원작상
- 세븐 데이스 투 눈 - 폴 덴 수상

### 음악상
- 파리의 미국인 - 조니 그린 수상
- 젊은이의 양지 - 프란즈 왁스먼 수상

### 주제가상
- 히어 컴스 더 그룸 - 호기 카마이클 수상

### 음향믹싱상
- 위대한 카루소 - Douglas Shearer 수상

### 특수효과상
- 세계가 충돌할 때 - Gordon Jennings 수상

### 단편애니메이션상
- The Two Mouseketeers - Fred Quimby 수상

### 단편영화상
- Nature's Half Acre - 월트 디즈니 수상
- World of Kids - Robert Youngson 수상

### 장편다큐멘터리상
- Kon-Tiki - Olle Nordemar 수상

### 단편다큐멘터리상
- Benjy - 프레드 진네만 수상

### 공로상
- 진 켈리 수상

### 어빙 탤버그 상
- Arthur Freed 수상

## 같이 보기
- 제9회 골든 글로브상
- 제5회 영국 아카데미 영화상